# Lampron

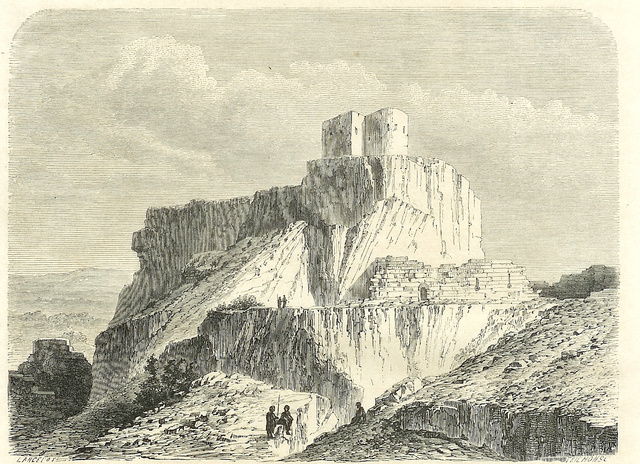

Lampron (ormiański: Լամբրոն Բերդ, francuski: Les Embruns, turecki: Namrun Kalesi) to ormiańska nazwa zamku, którego ruiny leżą w pobliżu miasta Çamlıyayla w tureckiej prowincji Mersin. W średniowieczu, w czasie istnienia Armenia Mała ormiańskiego państwa w Cylicji, zamek był siedzibą  Hetumidów, rodu który w 1226 objął tron cylicyjski. Zamek dzięki korzystnemu położeniu zapewniał jego posiadaczom kontrolę nad przełęczami prowadzącymi do Tarsu i Wrotami Cylicyjskimi.